# Exochus upembaensis
Exochus upembaensis är en stekelart som beskrevs av Pierre L. G. Benoit 1965. Exochus upembaensis ingår i släktet Exochus och familjen brokparasitsteklar. Inga underarter finns listade i Catalogue of Life.